# I Want You (Savage Garden)
I Want You è il primo singolo del gruppo musicale australiano Savage Garden, pubblicato nel 1996.
Il brano fa parte dell'album eponimo Savage Garden.

## Tracce
- CD (UK)

1. I Want You (album version)
2. I Want You (Xenomania Funky Mix)
3. I Want You (Xenomania 12" Club Mix)
4. I Want You (Sharp Miami Mix)

- CD 1 (USA)

1. I Want You – 3:53
2. Tears of Pearls – 3:46

- CD 2 (USA)

1. I Want You – 3:53
2. I Want You (Jason Nevins' Radio Remix) – 3:37
3. I Want You (Bastone Club Mix) – 8:30
4. I Want You (I Need I Want Mix) – 7:55
5. I Want You (Hot Radio Mix) – 3:33

## Classifiche

### Classifiche settimanali
| Classifica (1996/97)    | Posizione massima |
| ----------------------- | ----------------- |
| Australia               | 4                 |
| Austria                 | 14                |
| Belgio (Fiandre)        | 27                |
| Belgio (Vallonia)       | 33                |
| Canada                  | 1                 |
| Francia                 | 15                |
| Germania                | 38                |
| Irlanda                 | 24                |
| Nuova Zelanda           | 13                |
| Paesi Bassi             | 38                |
| Regno Unito             | 11                |
| Stati Uniti             | 4                 |
| Stati Uniti (adult pop) | 4                 |
| Stati Uniti (pop)       | 1                 |
| Svezia                  | 11                |
| Svizzera                | 21                |

### Classifiche di fine anno
| Classifica (1996) | Posizione |
| ----------------- | --------- |
| Australia         | 12        |
| Classifica (1997) | Posizione |
| Canada            | 8         |
| Stati Uniti       | 22        |

## Nella cultura di massa
Il brano è stato utilizzato come sigla finale nell'anime de Le bizzarre avventure di JoJo, per l'esattezza nella quarta serie denominata Diamond is Unbreakable.